# Kuseife
Kuseife (en árabe: كسيفة‎; en hebreo: כסייפה‎) es un concejo local ubicado en el distrito Sur de Israel, alrededor de 28 km al este de Beerseba y a 11 km al oeste de Arad, en el pleno desierto del Néguev. En 2024 tenía una población de 20 572  habitantes.
Kuseife fue fundada en 1982 como parte del proyecto del gobierno israelí de establecer a los beduinos en asentamientos permanentes. En 2002, la Oficina Central de Estadísticas de Israel (OCEI) publicó un estudio en el que se indicaba que Kuseife era el municipio más pobre del país.